# Шампињел сир Ванс
Шампињел сир Ванс (фр. Champigneul-sur-Vence) насеље је и општина у североисточној Француској у региону Шампањ-Арден, у департману Ардени која припада префектури Шарлвил Мезјер.
По подацима из 2011. године у општини је живело 136 становника, а густина насељености је износила 29,5 становника/km². Општина се простире на површини од 4,61 km². Налази се на средњој надморској висини од 240 метара.

## Демографија
| 1962. | 1968. | 1975. | 1982. | 1990. | 1999. | 2011. |
| ----- | ----- | ----- | ----- | ----- | ----- | ----- |
| 81    | 81    | 69    | 61    | 87    | 105   | 136   |

График промене броја становника у току последњих година